# 第1次安倍内閣
第1次安倍内閣（だいいちじあべないかく）は、衆議院議員、自由民主党総裁、内閣官房長官の安倍晋三が第90代内閣総理大臣に任命され、2006年（平成18年）9月26日から2007年（平成19年）8月27日まで続いた日本の内閣。
自由民主党と公明党を与党とする連立内閣である。
平成時代初当選となる議員の内閣である。2000年代に初当選した議員による内閣はまだ存在しない。

## 組閣の経緯
安倍晋三は、この内閣を「美しい国づくり内閣」と命名し、小泉純一郎の構造改革を加速させ、補強していく方針を表明した。
閣僚経験がない塩崎恭久の内閣官房長官への起用には自民党内からの危惧もあったが、安倍は新人議員時代から政策集団で共に行動して来た塩崎を抜擢し、拉致問題担当大臣を兼務させ、安倍自身の支持の大きな要因である北朝鮮による日本人拉致問題の解決への積極的姿勢を打ち出した。
外務大臣には総裁選挙で対立候補となった麻生太郎を再任したが、もう1人の対立候補である谷垣禎一（前財務大臣）、谷垣派議員からは入閣なしであった。連立を組む公明党からは前内閣と同じ国土交通大臣のポストに冬柴鐵三（党常任顧問）を起用した。
また、内閣総理大臣官邸で活動する内閣総理大臣補佐官を従来の2名から5名体制に増員し、日本版NSCのたたき台となる国家安全保障に関する官邸機能強化会議を設け、官邸機能を大統領制的に強化しようとしたが、同じく内閣総理大臣とその他の大臣たちとの関係を取り結ぶ内閣官房長官および内閣官房副長官3名と内閣総理大臣補佐官5名との分担関係が逆に不明瞭なものとなり、第1次安倍改造内閣では内閣総理大臣補佐官は5名から2名に戻った。安倍自身も「残念ながら機能したとは言えませんね。」と述べている。
一方で、内閣における慣例を崩す手法を模索した。官僚の事実上のトップである内閣官房副長官（事務）に大蔵省出身の的場順三を起用。この政治主導の副長官起用は、2007年（平成19年）の押し付け的天下りに関して事務次官等会議で4人の事務次官等（警察庁長官、金融庁長官、財務事務次官、経済産業事務次官）の反対にあったが、事務次官等会議で同意が得られなかった案件が閣議に上がってこない因習を無視して、閣議決定に持ち込むことに一役買った。
この組閣に関しては、経済界からはおおむね肯定的な評価を得たが、マスメディアからは、2006年（平成18年）の自民党総裁選で安倍を支持した議員を優遇したとされたことから「論功行賞内閣」あるいは「お友達内閣」などと非難された。これに対して安倍は「結果を出せる人を選んだ」と説明した。また安倍は「安倍晋三回顧録」の中でも「「誰が友達なの？」ということですよ。例えば、塩崎恭久官房長官や根本匠首相補佐官は友人関係ですが、松岡さんは、お友達という付き合い方はしていなかった。久間さんだって柳澤さんだって伊吹文明文部科学相だって、全然違うではないですか。要するに、ネーミングによってレッテルを張られた。ちなみに、過去の政権を振り返れば、首相は官房長官には気心の知れた人を置いています。例えば大平正芳首相だって、無二の親友と言われた伊東正義氏を初入閣で官房長官にした。これもお友達ですよ。要は、その友達が良い友達なのか、悪い友達なのかということだと思います。」と述べている。

## 国務大臣
所属政党・出身:
  自由民主党（町村派）   自由民主党（古賀派）   自由民主党（津島派）   自由民主党（麻生派）   自由民主党（伊吹派）
  自由民主党（山崎派）   自由民主党（谷垣G）    自由民主党（高村派）  自由民主党（二階派）   自由民主党（無派閥）   公明党  
  中央省庁・民間
| 職名                                                                                              | 氏名                            | 氏名         | 所属                         | 特命事項等                                                                          | 備考                                                         |
| ------------------------------------------------------------------------------------------------- | ------------------------------- | ------------ | ---------------------------- | ----------------------------------------------------------------------------------- | ------------------------------------------------------------ |
| 内閣総理大臣                                                                                      |                                 | 安倍晋三     | 衆議院 自由民主党 （町村派） |                                                                                     | 自由民主党総裁 横滑り 1度目の内閣総理大臣就任                |
| 総務大臣 内閣府特命担当大臣 （地方分権改革）                                                      |                                 | 菅義偉       | 衆議院 自由民主党 （古賀派） | 郵政民営化担当                                                                      | 初入閣                                                       |
| 法務大臣                                                                                          |                                 | 長勢甚遠     | 衆議院 自由民主党 （町村派） |                                                                                     | 初入閣                                                       |
| 外務大臣                                                                                          |                                 | 麻生太郎     | 衆議院 自由民主党 （麻生派） | 内閣総理大臣臨時代理第2順位指定                                                     | 再任                                                         |
| 財務大臣                                                                                          |                                 | 尾身幸次     | 衆議院 自由民主党 （町村派） | 内閣総理大臣臨時代理第5順位指定 →第4順位指定（2007年7月4日 - ）                     | 再入閣                                                       |
| 文部科学大臣                                                                                      |                                 | 伊吹文明     | 衆議院 自由民主党 （伊吹派） | 国立国会図書館連絡調整委員会委員 内閣総理大臣臨時代理第5順位指定（2007年7月4日 - ） | 再入閣                                                       |
| 厚生労働大臣                                                                                      |                                 | 柳澤伯夫     | 衆議院 自由民主党 （古賀派） | 内閣総理大臣臨時代理第3順位指定                                                     | 再入閣                                                       |
| 農林水産大臣                                                                                      |                                 | 松岡利勝     | 衆議院 自由民主党 （伊吹派） |                                                                                     | 初入閣 2007年5月28日死去                                     |
| 農林水産大臣                                                                                      |                                 | （若林正俊） | 参議院 自由民主党 （町村派） |                                                                                     | 臨時代理 2007年5月28日指定 2007年6月1日指定解除 環境大臣兼務 |
| 農林水産大臣                                                                                      |                                 | 赤城徳彦     | 衆議院 自由民主党 （高村派） |                                                                                     | 初入閣 2007年6月1日命 2007年8月1日免                         |
| 農林水産大臣                                                                                      |                                 | 若林正俊     | 参議院 自由民主党 （町村派） |                                                                                     | 2007年8月1日命 環境大臣兼務                                  |
| 経済産業大臣                                                                                      |                                 | 甘利明       | 衆議院 自由民主党 （山崎派） |                                                                                     | 再入閣                                                       |
| 国土交通大臣                                                                                      |                                 | 冬柴鐵三     | 衆議院 公明党                | 観光立国担当 海洋政策担当                                                           | 初入閣                                                       |
| 環境大臣                                                                                          |                                 | 若林正俊     | 参議院 自由民主党 （町村派） | 地球環境問題担当                                                                    | 初入閣                                                       |
| 防衛庁長官                                                                                        |                                 | 久間章生     | 衆議院 自由民主党 （津島派） | 内閣総理大臣臨時代理第4順位指定                                                     | 再入閣 2007年1月8日廃止                                      |
| 防衛大臣                                                                                          | 2007年1月9日新設 2007年7月4日免 | 久間章生     | 衆議院 自由民主党 （津島派） | 内閣総理大臣臨時代理第4順位指定                                                     |                                                              |
| 防衛大臣                                                                                          |                                 | 小池百合子   | 衆議院 自由民主党 （町村派） |                                                                                     | 再入閣 2007年7月4日命                                        |
| 内閣官房長官                                                                                      |                                 | 塩崎恭久     | 衆議院 自由民主党 （古賀派） | 拉致問題担当 内閣総理大臣臨時代理第1順位指定                                        | 初入閣                                                       |
| 国家公安委員会委員長 内閣府特命担当大臣 （防災）                                                  |                                 | 溝手顕正     | 参議院 自由民主党 （古賀派） |                                                                                     | 初入閣                                                       |
| 内閣府特命担当大臣 （沖縄及び北方対策 科学技術政策 イノベーション 少子化・男女共同参画 食品安全） |                                 | 高市早苗     | 衆議院 自由民主党 （町村派） |                                                                                     | 初入閣                                                       |
| 内閣府特命担当大臣 （金融）                                                                       |                                 | 山本有二     | 衆議院 自由民主党 （高村派） | 再チャレンジ担当                                                                    | 初入閣                                                       |
| 内閣府特命担当大臣 （経済財政政策）                                                               |                                 | 大田弘子     | 民間                         |                                                                                     | 初入閣                                                       |
| 内閣府特命担当大臣 （規制改革）                                                                   |                                 | 佐田玄一郎   | 衆議院 自由民主党 （津島派） | 国・地方行政改革担当 公務員制度改革担当 地域活性化担当 道州制担当                   | 初入閣 2006年12月28日免                                      |
| 内閣府特命担当大臣 （規制改革）                                                                   |                                 | 渡辺喜美     | 衆議院 自由民主党 （無派閥） | 国・地方行政改革担当 公務員制度改革担当 地域活性化担当 道州制担当                   | 初入閣 2006年12月28日命                                      |

- 2006年（平成18年）9月26日任命。
- 組閣時の平均年齢：60.9歳
  - 最年長：73歳（尾身幸次）
  - 最年少：45歳（高市早苗）

※菅国務大臣に内閣府特命担当大臣（地方分権改革）の職を命ずる補職辞令は2006年（平成18年）12月15日発令。
※冬柴国務大臣に海洋政策担当大臣の職を命ずる補職辞令は2007年（平成19年）7月3日発令。

## 内閣官房副長官・内閣法制局長官
| 職名           | 氏名     | 担当     | 所属等         | 備考 |
| -------------- | -------- | -------- | -------------- | ---- |
| 内閣官房副長官 | 下村博文 | 政務担当 | 衆議院、町村派 |      |
| 内閣官房副長官 | 鈴木政二 | 政務担当 | 参議院、町村派 |      |
| 内閣官房副長官 | 的場順三 | 事務担当 | 元国土事務次官 |      |
| 内閣法制局長官 | 宮﨑礼壹 |          | 元内閣法制次長 |      |

## 内閣総理大臣補佐官
内閣総理大臣官邸の機能の強化策として、内閣法第19条第1項の定員枠一杯の5名に増員され、安倍内閣の目玉の一つであった。
| 職名                                        | 氏名       | 所属           | 備考                     |
| ------------------------------------------- | ---------- | -------------- | ------------------------ |
| 内閣総理大臣補佐官 （国家安全保障問題担当） | 小池百合子 | 衆議院、町村派 | 2007年7月4日より防衛大臣 |
| 内閣総理大臣補佐官 （経済財政担当）         | 根本匠     | 衆議院、古賀派 |                          |
| 内閣総理大臣補佐官 （拉致問題担当）         | 中山恭子   | 参議院、町村派 |                          |
| 内閣総理大臣補佐官 （教育再生担当）         | 山谷えり子 | 参議院、町村派 |                          |
| 内閣総理大臣補佐官 （広報担当）             | 世耕弘成   | 参議院、町村派 |                          |

## 副大臣
- 2006年（平成18年）9月27日任命。

- 内閣府副大臣 - 平沢勝栄、大村秀章：2006年（平成18年）12月28日-／渡辺喜美：-2006年（平成18年）12月28日、林芳正
- 総務副大臣 - 大野松茂、田村憲久
- 法務副大臣 - 水野賢一
- 外務副大臣 - 岩屋毅、浅野勝人
- 財務副大臣 - 田中和徳、富田茂之
- 文部科学副大臣 - 池坊保子、遠藤利明
- 厚生労働副大臣 - 石田祝稔、武見敬三（第21回参院選で落選）
- 農林水産副大臣 - 山本拓、国井正幸（第21回参院選で落選）
- 経済産業副大臣 - 山本幸三、渡辺博道
- 国土交通副大臣 - 望月義夫、渡辺具能
- 環境副大臣 - 土屋品子
- 防衛副大臣 - 木村隆秀

※防衛副大臣職は2007年（平成19年）1月9日設置・発令。旧職名は防衛庁副長官（建制順は内閣府副大臣の次）。

## 大臣政務官
- 2006年（平成18年）9月27日任命。

- 内閣府大臣政務官 - 岡下信子、谷本龍哉、田村耕太郎
- 総務大臣政務官 - 谷口和史、土屋正忠、河合常則
- 法務大臣政務官 - 奥野信亮
- 外務大臣政務官 - 馬場みどり（松島みどり）、関口昌一、浜田昌良
- 財務大臣政務官 - 江﨑洋一郎、椎名一保
- 文部科学大臣政務官 - 小渕優子、水落敏栄
- 厚生労働大臣政務官 - 菅原一秀、松野博一
- 農林水産大臣政務官 - 永岡桂子、福井照
- 経済産業大臣政務官 - 高木美智代、松山政司
- 国土交通大臣政務官 - 梶山弘志、吉田六左ェ門、藤野公孝
- 環境大臣政務官 - 北川知克
- 防衛大臣政務官 - 大前繁雄、北川イッセイ

※防衛大臣政務官職は2007年（平成19年）1月9日設置、発令。旧職名は防衛庁長官政務官（建制順は内閣府大臣政務官の次）。

## 首相外遊
1. 北京（ 中華人民共和国） - 2006年（平成18年）10月8日（日中首脳会談）
2. ソウル（ 大韓民国） - 2006年（平成18年）10月9日（日韓首脳会談）
3. ハノイ（ ベトナム） - 2006年（平成18年）11月18日 - 19日（APEC首脳会議）
4. マニラ（ フィリピン） - 2006年（平成18年）12月9日（日比首脳会談）
5. ロンドン（ イギリス） - 2007年（平成19年）1月9日（日英首脳会談）
6. ベルリン（ ドイツ） - 2007年（平成19年）1月10日（日独首脳会談）
7. ブリュッセル（ ベルギー） - 2007年（平成19年）1月12日（NATO本部で日本の首相として初めて演説）
8. パリ（ フランス） - 2007年（平成19年）1月12日（日仏首脳会談）
9. セブ島（ フィリピン） - 2007年（平成19年）1月15日（東アジア首脳会議）
10. ワシントンD.C.（ アメリカ合衆国） - 2007年（平成19年）4月26日 - 27日（日米首脳会談）

## 主なスローガン
- 「美しい国づくり内閣」
- 「創りあげたい日本がある。 美しい国、日本。」
- 「地域に活力。成長で活力。 暮らしに届く改革。」
- 「成長を実感に！ 改革を貫き、美しい国へ。」
- 「戦後レジームからの脱却」
- 「改革実行力」

## 成立した主な法案
- 2006年（平成18年）12月15日成立 - 教育基本法改正
- 2006年（平成18年）12月15日成立 - 防衛庁設置法等改正（防衛庁・省昇格法）
- 2006年（平成18年）12月20日成立 - 貸金業法改正(貸金業の規制等に関する法律等の一部を改正する法律)
- 2007年（平成19年）04月19日成立 ‐ 海洋基本法
- 2007年（平成19年）05月14日成立 - 日本国憲法の改正手続に関する法律（国民投票法）
- 2007年（平成19年）05月15日成立 - イラク復興支援特別措置法改正
- 2007年（平成19年）05月25日成立 - 児童虐待防止法改正
- 2007年（平成19年）05月25日成立 - パートタイム労働法改正
- 2007年（平成19年）06月27日成立 - 学校教育法・教育職員免許法及び教育公務員法・地方教育行政の組織及び運営に関する法律改正（教育改革関連三法）
- 2007年（平成19年）06月30日成立 - 日本年金機構法、国民年金法改正（社会保険庁改革関連法）
- 2007年（平成19年）06月30日成立 - 厚生年金保険の保険給付及び国民年金の給付に係る時効の特例等に関する法律（年金時効撤廃特例法）
- 2007年（平成19年）06月30日成立 - 国家公務員法改正（公務員制度改革関連法）

## 主な動き
安倍内閣は「美しい国づくり」と「戦後レジームからの脱却」をスローガンに、歴代自民党政権が成し遂げられなかった、教育基本法の改正や防衛庁の省昇格、国民投票法などを掲げ、教育については、教育再生会議を立ち上げ、第166回国会には教育再生関連3法案を成立させた。就任早々には、小泉政権下で首脳の往来が途絶えていた中国や韓国を訪問した。
組閣当初は70%近くの支持率があったものの、2005年（平成17年）の郵政国会において郵政民営化法案に造反し党を除名された議員を復党させて以降急落。「言論NPO」が2007年（平成19年）1月6日に発表した「安倍政権100日評価アンケート」によれば、支持率は24.0%で、70%以上が「期待以下」「最初から期待していない」と回答した。支持率は年金記録問題が持ち上がった同年5月下旬以降さらに下降した。
さらに、閣僚の不祥事・失言が相次ぎ、2006年（平成18年）12月の佐田玄一郎国・地方行政改革担当大臣の事務所費問題を皮切りに、農林水産大臣（松岡利勝、赤城徳彦）の事務所費問題、久間防衛大臣の「原爆投下はしょうがない」発言により、閣僚が計4人（佐田玄一郎、松岡利勝（死去）、久間章生、赤城徳彦）交代した。
2007年（平成19年）7月の第21回参議院議員通常選挙で与党は過半数割れの惨敗を喫したが、政権を続行する姿勢を示した。以降は第1次安倍改造内閣を参照。
以下、政権運営や支持率に大きな影響を与えた出来事を記載する。個々の閣僚の不祥事などは、個々の人物のページを参照。
松岡利勝関連
赤城徳彦関連
長勢甚遠関連

### 内閣の動き

#### 2007年（平成19年）
01月
- 01月24日 - 教育再生会議第一次報告

03月
- 03月02日
  - 刑務所からの仮釈放者らの再犯防止や自立支援などの機能を強化する更生保護法案を閣議決定
  - 飲酒運転など悪質運転への行政処分を厳格化することを柱とした道路交通法施行令の改正案を閣議決定
- 03月06日
  - 戸籍情報の公開を制限し不正取得に対する制裁を強化したほか、婚姻などを届け出る際の本人確認を義務付ける戸籍法改正案を閣議決定
  - 欠陥住宅の購入者の保護に向けて改築や建て替え費用を補償する「特定住宅瑕疵担保責任履行確保法案」を閣議決定
  - 悪質なタクシー業者の排除とサービス向上を目的とした「タクシー業務適正化特別措置法」改正案、閣議決定
- 03月09日
  - 特定放射性廃棄物の最終処分法改正案、閣議決定
  - 地方公共団体の財政再建制度を見直す「地方公共団体の財政の健全化に関する法律案」、閣議決定
  - 刑事裁判に被害者参加制度を導入することを柱とする「刑事訴訟法改正案」など被害者支援の関連法案、閣議決定
- 03月13日
  - 2010年（平成22年）に日本年金機構へ移行することを柱とした「社会保険庁改革法案」を閣議決定
  - 監査法人の不正に課徴金を課すことなどを柱とした「公認会計士法改正案」を閣議決定
  - 残業代（時間外労働）の割増率引き上げを盛り込んだ「労働基準法改正案」など労働関連の3法案、閣議決定
  - 売掛債権や手形などを電子化しインターネット上で取引できる制度の導入を盛り込んだ「電子記録債権法案」、閣議決定
- 03月16日 - 慰安婦問題についての社民党・辻元清美衆院議員への答弁書について「軍の強制連行の証拠ない」ことを閣議決定
- 03月23日 - 「弾道ミサイル防衛システムを運用するための緊急対処要領」、閣議決定
- 03月27日 - 教員免許の有効期間を10年とする「教員免許法改正案」を閣議決定

04月
- 04月01日 - 空自支援活動を2年間延長することを柱とした「イラク復興支援特措法改正案」を閣議決定
- 04月06日
  - 4月13日に期限切れとなる対北朝鮮経済制裁を半年延長することを閣議決定
  - 不祥事を起こした放送局に対し、総務大臣が再発防止計画の提出を求める新たな行政処分を行うことを柱とした放送法改正案を閣議決定
  - 安全保障会議設置法改正案など日本版NSC設立関連法案を閣議決定
  - 近未来通信による詐欺事件を受け、改善命令の要件拡大を柱とする電気通信事業法改正案を閣議決定
- 04月13日 - 厚生年金と共済年金の保険料や給付などを統一する被用者年金制度の一元化法案、閣議決定
- 04月24日
  - 11月まで燃料など供給を任務とした海上自衛隊のインド洋への派遣を延長することを閣議決定
  - 公務員制度改革、関連法案と基本方針を閣議決定

05月
- 05月11日 - 2006年度（平成18年度）の森林・林業白書を閣議決定。国産材増加へ経営改革を求める。

06月
- 06月08日
  - 2016年（平成28年）までに自殺率を20%以上減らすことを柱とした「自殺総合対策大綱」を閣議決定
  - 2006年度（平成18年度）の「政策評価白書」を閣議決定。28件の公共事業が休止・中止とされる
- 06月15日
  - 「がん対策推進基本計画」を閣議決定
  - 日・ブルネイ経済連携協定（EPA）に署名することを閣議決定。両国の貿易額の99.9%に当たる関税を10年以内に撤廃ことが目的
  - 西村真悟衆院議員の質問主意書に対して「拉致は主権侵害」とする答弁書を閣議決定

07月
- 07月29日の第21回参議院議員通常選挙の結果、参議院において連立を組む自民・公明を併せても過半数を獲得できず、第1党から転落した（参議院の第1党は民主党になり、参議院議長も民主党から選出された）。

09月
- 09月04日 - 外国企業による買収に関して、事前届け出対象を炭素繊維や工作機械・ロボットなどに拡大することを閣議決定。

### 批判・論争

#### 2006年（平成18年）
12月
- 12月16日 - 内閣総理大臣の諮問機関である内閣府税制調査会の会長本間正明が、公務員官舎の同居人名義を妻の名前にしつつ、愛人と同棲していることが判明し、本間は12月21日に税調会長を辞任した。本間の愛人問題は、同内閣の改革路線（具体的には財務省の増税路線批判と政府資産の売却）を快く思わない財務省のリーク説もあり、同内閣のブレーンだったジャーナリストの長谷川幸洋は、当時の財務省理財局長であった丹呉泰健のリークであると明言している。
- 12月26日 - 内閣府特命担当大臣（規制改革担当）佐田玄一郎が、事実上存在しない事務所に対し、1990年（平成2年） - 2000年（平成12年）までの10年間もの間、光熱費や事務所費など計7,800万円の経費を支出したという、虚偽の政治資金収支報告書を提出していたことが判明。佐田は12月28日に大臣を辞任した。

#### 2007年（平成19年）
01月
- 01月10日、文部科学大臣伊吹文明の資金管理団体の政治資金収支報告書に、約900万円の事務所費賃料のかからない議員会館を所在地にしているにもかかわらず約900万円の事務所費を支出したことが問題視される。
- 01月27日、島根県内で行なわれた自民党県議の後援会の集会にて、厚生労働大臣柳澤伯夫が、「15 - 50歳の女性の数は決まっている。産む機械、装置の数は決まっているから、あとは一人頭でがんばってもらうしかない」などと、「女性は子供を生む機械」という趣旨の発言をしたと報道された。28日に野党各党がこの発言に対し批判、辞任を要求した。翌29日に柳澤は衆議院本会議などで陳謝し、内閣総理大臣安倍晋三も衆議院本会議で「きわめて不適切な発言」とした。自民党内からも大臣辞任の声が上がり、2月1日の衆議院予算委員会における2006年度（平成18年度）補正予算審議では野党が審議拒否した。一週間後に野党は審議に出席したが、今度は柳澤大臣が「若い人たちは結婚したい、子どもを2人以上持ちたいという極めて健全な状況にいる」と発言していたことを取り上げ、野党は「2人持たなかったら健全じゃないのか」と批判したが、柳澤大臣は辞任する意向のないことを示した。

03月
- 03月05日 - 参議院予算委員会で、松岡農水大臣の資金管理団体が光熱水費が無料の議員会館に事務所を置いているのに、500万円の光熱水費を計上したことを追及される。

06月
- 06月30日、久間防衛大臣（当時）が、千葉県柏市で「原爆の投下はしょうがない」と発言した。

07月
- 07月03日、6月30日の「原爆投下しょうがない」発言を受けて、久間が防衛大臣を辞任。後任は、内閣総理大臣補佐官（国家安全保障問題担当）の小池百合子。
- 07月07日、農林水産大臣赤城徳彦の政治団体「赤城徳彦後援会」が、事務所としての実態がない茨城県筑西市の両親の実家を「主たる事務所」としているにもかかわらず、1996年（平成8年）から2005年（平成17年）までの間に約9045万円も経費計上していたことが発覚。

08月
- 08月10日、事務所費をめぐる別の疑惑が新たに高まっていた赤城が辞表を提出し、安倍もこれを受理した。辞任という形で報道がなされたが、実際には安倍が赤城を総理大臣官邸に呼んでいることから、事実上の更迭となる。後任は、環境大臣の若林正俊が兼務した[5]。
- 08月24日、小池百合子防衛大臣が、安倍首相了解のもと、「まだ誰も取っていないイージス艦情報流出事件の責任」を取るという形で防衛大臣離任の意向を表明。同月27日に予定されている改造内閣において続投しない意向であることを示した。